# Abril e o Mundo Extraordinário
Avril et le Monde Truqué (no Brasil e em Portugal, Abril e o Mundo Extraordinário) é um filme animado de ficção científica franco-belga-canadense de 2015 dirigido por Christian Desmares e Franck Ekinci. Na dublagem estão nos papeis Marion Cotillard e Philippe Katerine.